# Монбёньи
Монбёньи́ (фр. Montbeugny) — коммуна во Франции, находится в регионе Овернь. Департамент коммуны — Алье. Входит в состав кантона Нёйи-ле-Реаль. Округ коммуны — Мулен.
Код INSEE коммуны — 03180.

## Население
Население коммуны на 2008 год составляло 639 человек.
| 1962 | 1968 | 1975 | 1982 | 1990 | 1999 | 2008 |
| ---- | ---- | ---- | ---- | ---- | ---- | ---- |
| 504  | 505  | 457  | 421  | 557  | 552  | 639  |

## Экономика
В 2007 году среди 401 человека в трудоспособном возрасте (15—64 лет) 324 были экономически активными, 77 — неактивными (показатель активности — 80,8 %, в 1999 году было 72,2 %). Из 324 активных работали 310 человек (162 мужчины и 148 женщин), безработных было 14 (6 мужчин и 8 женщин). Среди 77 неактивных 21 человек были учениками или студентами, 37 — пенсионерами, 19 были неактивными по другим причинам.